# Frank Tønnesen
Frank Fosseli Tønnesen (3 gennaio 1973) è un ex calciatore norvegese, di ruolo difensore.

## Carriera

### Club
Tønnesen cominciò la carriera con la maglia dello Start. Esordì nell'Eliteserien in data 4 luglio 1993, in occasione nel pareggio per 2-2 contro il Rosenborg. Nel 2000 si trasferì al Vigør e, l'anno successivo, al Mandalskameratene. Dal 2003 al 2005, fu in forza al Flekkerøy.

### Nazionale
Conta 14 presenze per la Norvegia under 21. Debuttò il 2 febbraio 1994, in occasione del pareggio per 3-3 contro la Danimarca under 21.